# Owlboy
Owlboy är ett sidscrollande plattform-äventyrspel utvecklat och utgivet av den oberoende norske spelutvecklaren D-Pad Studio. Spelet har haft en lång utvecklingsfas, från utvecklingen började 2007, tills spelet släpptes till Microsoft Windows november 2016. Januari 2017 släpptes spelet till Linux och macOS, februari 2018 till Nintendo Switch och april 2018 till PlayStation 4 och Xbox One.
Owlboy utspelar sig i ett land i himmeln. Spelaren kontrollerar en pojke som heter Otus, som är medlem av en hybridras av uggla-människor. När hans by blir plundrade av pirater, drar han på en resa för att rädda byn från piraterna.
Otus kan flyga samt bära och kasta saker medan han är i luften. Under historiens gång möter han allierade, som har egna vapen med olika egenskaper.  Owlboy  har fått positiva recensioner efter att det lanserades.